# Johann von Delling
Johann von Delling (Delling János; München, 1764. január 12. – 1838) pécsi akadémiai tanár.

## Élete
Apja Sebastian von Delling müncheni polgármester volt. Alapfokú oktatást házitanítóktól kapott, majd a Müncheni Gimnázium (a későbbi Wilhelmsgymnasium) diákja lett, ahol 1780-ban végzett. Ezt követően filozófiát és matematikát tanult. Az illuminátusok titkos társaságába is belépett; ezeknek 1785-ben Károly Tódor bajor választófejedelem parancsára történt üldözésekor ő is fogságba került, ahonnan pár hét mulva szabadon bocsátották. Ekkor Bécsben keresett hivatalt, de sikertelenül, ezért Kolloredo gróf családjánál Selmecbányán fogadott el nevelői állást. Fél évig dolgozott itt, majd visszament Bécsbe és magánleckéket adott.
Pár év mulva a pécsi akadémiához a filozófia tanárának nevezték ki. Miután itt két évig Immanuel Kant filozófiai rendszererét tanította, az akkori rektor, Novák Benedek rendi apát bevádolta őt mint aki a fiatalságnak istentagadó és materialisztikus tanokat hirdet. Elmozdították állásából, és Bécsbe költözött, ahol a Kant filozófiáját magánleckéken tovább is előadta. 1799-ben Károly Tódor bajor választófejedelem halála után visszatért hazájába s Münchenben az igazságügyi minisztériumban udvari tanácsosi állást nyert.
Történelmi és filozófiai cikkeit és kritikáit a korabeli külföldi, különösen a bajor és egyéb német folyóiratok közölték. A müncheni akadémia tagja volt.

## Munkái
- Beiträge zu einem baierischen Idioticon. München, 1820